# Ingenu i afortunat
Ingenu i afortunat (The Saphead) és una pel·lícula muda de comèdia nord-americana de 1920 protagonitzada per Buster Keaton. Va ser el primer paper protagonista de l'actor en un llargmetratge i la pel·lícula que va iniciar la seva carrera com a protagonista. Keaton va ser emès per recomanació de Douglas Fairbanks. Ha estat subtitulada al català.
La trama era una fusió de dues històries, l'obra de Bronson Howard de 1887 The Henrietta i l'obra de 1913 basada en la comèdia de Howard, The New Henrietta de Victor Mapes i Winchell Smith, que havia de ser una adaptació de l'obra de Howard.

## Producció
Douglas Fairbanks havia interpretat el paper de Bertie a la producció escènica original, però ja estava compromès amb el seu propi projecte cinematogràfic quan se li va plantejar l'adaptació cinematogràfica. En comptes d'això, Fairbanks va recomanar a Keaton per al paper amb la seva seguretat que el còmic seria adequat.

## Repartiment
- Buster Keaton com a Bertie 'The Lamb' Van Alstyne
- Beulah Booker com a Agnes Gates
- Edward Connelly com a Musgrave
- Edward Jobson com a Rev. Murray Hilton
- Edward Alexander com a Watson Flint
- Odette Tyler com a Mrs. Cornelia Opdyke
- Carol Holloway com a Rose Turner
- Irving Cummings com a Mark Turner
- Jack Livingston com a Dr. George Wainright
- William H. Crane com a Nicholas Van Alstyne

## Recepció
L'actuació de Buster Keaton a la pel·lícula va ser destacada per tenir una quietud inusual per al seu personatge que li va donar una presència distintiva a la pantalla. Per exemple, Variety va assenyalar: "El seu treball tranquil en aquesta imatge és una revelació". Com a tal, el treball de Keaton en una pel·lícula tan prestigiosa li va guanyar credibilitat com a actor.